# Soccer mom

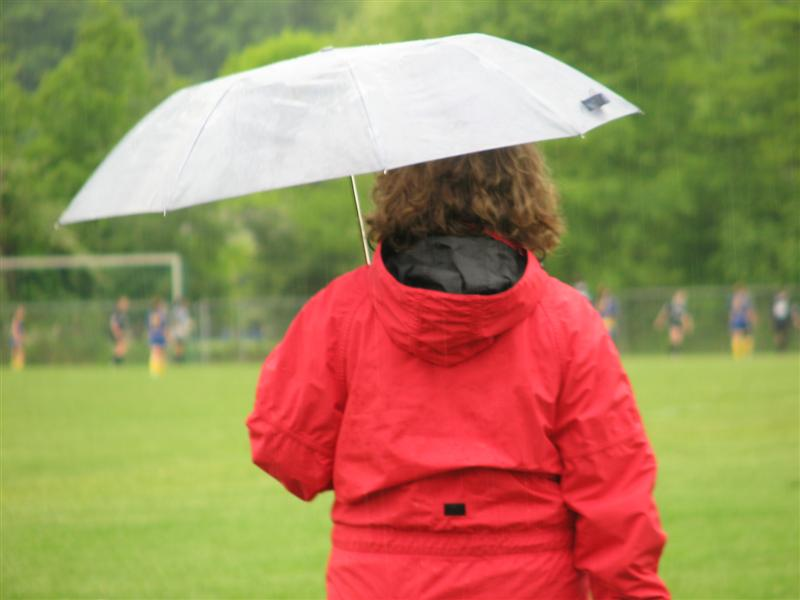
Une soccer mom en action.

Aux États-Unis, le terme soccer mom désigne toute femme mariée de classe moyenne vivant dans une banlieue et qui passe une partie significative de son temps à transporter ses enfants d'âge scolaire à différentes activités sportives, telles que le football (connu sous le nom de soccer aux États-Unis). Ce terme est devenu populaire aux États-Unis pendant la campagne présidentielle de 1996.
Le terme soccer dad est moins fréquent.

## Description
Le terme soccer mom renvoie généralement à une femme mariée de classe moyenne vivant dans une banlieue et qui a des enfants d'âge scolaire. Dans les médias américains, elle est parfois décrite comme une femme occupée ou débordée et conduisant un minivan,. Elle est esquissée comme une personne qui met l'intérêt de sa famille, plus précisément de ses enfants, avant le sien.
Le terme soccer mom dérive de façon littérale de la description d'une mère qui transporte ses enfants à des parties de football et qui les suit avec intérêt. Il a aussi été utilisé pour décrire les femmes qui participaient à des collectes de fonds pour aider les équipes de football de leurs enfants.

## Histoire
La première apparition de ce terme dans les médias américains ayant une couverture nationale daterait de 1982. Joseph Decosta, l'époux de la trésorière du Soccer Moms booster club de Ludlow au Massachusetts avait volé 3 150 USD, montant recueilli au profit d'une ligne locale de soccer.
Le terme est devenu plus populaire au point de vue démographie en 1995 pendant une campagne électorale municipale à Denver, Colorado, lorsque Susan B. Casey fait campagne avec le slogan « Une soccer mom au conseil municipal »,. Casey, qui possède un doctorat et avait géré des campagnes électorales présidentielles, a utilisé ce slogan pour montrer aux électeurs qu'elle leur ressemblait, affirmant ainsi qu'elle était de tous les quartiers. Ce slogan répondait à la fois aux inquiétudes des électeurs à propos de la réussite féminine et au stéréotype que les femmes intelligentes et ayant réussi n'étaient pas capables de gérer leur carrière professionnelle et pourtant montrer de l'affection envers leurs enfants.
Le terme est devenu courant aux États-Unis un peu avant la convention nationale du Parti républicain en 1996. Il est apparu la première fois dans une dépêche du 21 juillet 1996 du Washington Post. E. J. Dionne, l'auteur de l'article, cite Alex Castellanos (un conseiller senior aux médias de Bob Dole) suggérant que Bill Clinton ciblait une couche démographique que Castellanos a appelé soccer mom. Dans l'article, la soccer mom était décrite comme « la mère surchargée de classe moyenne qui, en plus de travailler, transporte ses enfants de l'école aux entraînements de football et aux scouts »,. L'article suggérait que le terme était une invention des conseillers politiques. Castellanos sera cité plus tard dans le Wall Street Journal comme disant : « Elle est le consommateur indécis dans le marché, et l'électeur indécis va décider du sort de l'élection »,.
L'intérêt des médias américains a augmenté alors que les élections présidentielles approchaient. Le nombre d'articles sur les soccer moms dans les principaux journaux américains est passé de 12 en août et en septembre à 198 en octobre et en novembre. Il semble que l'intérêt des médias provenait de leur croyance que le vote des soccer moms était devenu le plus couru par les politiciens après celui des électeurs indécis. Lors du décompte des votes, il est apparu que les femmes vivant dans les banlieues ont favorisé Bill Clinton par 53 pour 39 contre, même si les hommes dans les banlieues ont surtout voté pour Bob Dole.
Pendant la campagne, l'attribut le plus commun associé à la soccer mom dans les principaux journaux américains était qu'elle était une mère. Selon Carrol, les attributs les plus communs classés par importance décroissante sont les suivants :
1. Elle vit en banlieue (41,2 %)
2. Elle est une électrice indécise (30,8 %)
3. Elle est occupée, préoccupée, anxieuse ou surchargée (28,4 %)
4. Elle travaille à l'extérieur de la maison (24,6 %)
5. Elle conduit un minivan, un break (familiale) ou un SUV (VUS) (20,9 %)
6. Elle appartient à la classe moyenne (17,1 %)
7. Elle est mariée (13,7 %)
8. Elle est blanche (13,3 %).

Les soccer moms ont reçu tellement d'attention pendant la campagne électorale présidentielle de 1996, que l' American Dialect Society a décerné le titre de « mot de l'année 1996 » à soccer mom. La journaliste Ellen Goodman du Boston Globe a surnommé 1996 l'« année de la soccer mom ». Un article de Associated Press a désigné les soccer moms avec la chanson Macarena, le politicien Bob Dole et les Rules Girls comme les quatre évènements qui seront toujours associés à 1996.
Avec le temps, le terme est devenu péjoratif. Nissan, qui a courtisé sa clientèle en projetant une image de fabricant automobile pour les soccer moms, a décidé de repositionner son minivan Quest comme « stylé, sexy et désirable »,.

## Hockey mom
Le premier article du New York Times qui utilise le terme hockey mom en tant que terme démographique est une critique de 1999 du pickup Chevrolet Silverado. Dans l'article, la camionnette est décrite comme un véhicule « gentil et musclé » qui « devrait plaire à tout le monde, depuis la hockey mom jusqu'au camionneur de bétail »
,.
Sarah Palin, candidate républicaine à la vice-présidence des États-Unis en 2008, se décrit comme une hockey mom depuis au moins 2006 lors de sa campagne pour devenir gouverneur de l'Alaska. Lors de son discours à la convention nationale républicaine en septembre 2008, elle a affirmé que la seule différence entre une hockey mom et un pitbull est le rouge à lèvres, ce qui suggérait que les hockey moms sont robustes. Des partisans du hockey affirment que les hockey moms sont « un peu plus intenses que les soccer moms, tant en termes d'engagement envers le sport que de la façon dont elles appuient leurs enfants. »,

## Traductions de
1. ↑  (en) A Soccer Mom for City Council
2. ↑  (en) the overburdened middle income working mother who ferries her kids from soccer practice to scouts to school
3. ↑  (en) She's the key swing consumer in the marketplace, and the key swing voter who will decide the election''
4. ↑  (en) stylish, sexy and desirable
5. ↑  (en) smooth and gutsy
6. ↑  (en) ought to please everyone from hockey mom to cattle hauler
7. ↑  (en) a bit more intense than their soccer counterparts, both in terms of the commitments they make to the sport and the intensity with which they cheer their kids.